# José Munhoz de Melo
José Munhoz de Melo (Curitiba, 3 de julho de 1912 - ?, 22 de setembro de 1994) foi um desembargador e político brasileiro. Exerceu o cargo de Prefeito de Londrina e depois foi deputado federal constituinte pelo Paraná em 1946.

## Carreira política
Filho de Joaquim José Munhoz de Melo e de Carmem Munhoz de Melo, Era casado com Ondina Munhoz de Melo. Formado como advogado pela Faculdade de Direito do Paraná em dezembro de 1936, foi adjunto de promotor público, promotor público, juiz municipal, juiz de direito em Londrina (PR) e, um tempo adiante, prefeito desse mesmo município.
Ao final de 1945, sendo o candidato escolhido para representar o Partido Social Democrático (PSD), foi eleito deputado pelo estado do Paraná para compor a Assembléia Nacional Constituinte elegeu-se deputado pelo Paraná à Assembléia Nacional Constituinte, iniciando seu mandato em fevereiro de 1946. 
Exerceu sua atividade profissional como constituinte e, com a promulgação da nova Constituição em 18 de Setembro de 1946, passou a cumprir o mandato ordinário. Deixou, no entanto, a Câmara em abril de 1948, antes que sua legislatura chegasse ao fim. Nas eleições de outubro de 1950 e 1954, foi candidato a deputado federal pelo PSD e pelo Partido Trabalhista Nacional (PTN), porém não foi eleito. Em 1958, disputou, sem sucesso, uma vaga no Senado, mais uma vez pelo PSD.
Foi também desembargador do Tribunal de Justiça do Paraná, assumindo em 7 de fevereiro de 1948, e presidiu a Associação dos Servidores Públicos do Paraná.

## Morte
Morreu em 22 de setembro de 1994.